# Cedeira
Cedeira és un municipi de la província de la Corunya a Galícia. Pertany a la Comarca de Ferrol. El formen les parròquies de Cedeira (Santa María do Mar), Cervo (Santalla), Esteiro (San Fiz), Montoxo (San Xiao), Piñeiro (San Cosme), Régoa (Santa María), San Román de Montoxo i Santo André de Teixido.
| 5.219           | 7.430 | 7.709 | 8.074 | 7.477 |
| Fonts:INE i IGE |       |       |       |       |